# رنگ‌های ملی اسرائیل

پرچم کنونی اسرائیل، خطوط باریک افقی به رنگ آبی با زمینه رنگ سفید، به همراه ستاره داوود به رنگ آبی که در مرکز پرچم قرار دارد.

رنگ‌های ملی اسرائیل (انگلیسی: National colours of Israel) همان‌طور که روی پرچم قابل مشاهده است لاجوردی و سفید می‌باشد.

## تاریخچه
در اسرائیل و جهان یهود، رنگ‌های آبی و سفید به عنوان رنگ‌های وطن‌پرستی تلقی می‌شوند. رنگ‌های آبی و سفید در پرچم‌ها، نمادها و غیره استفاده می‌شود. به عنوان مثال: آبی-سفید ((به آلمانی: Blau-Weiss)) نماد برهه نوپایی صهیونیست درآلمان بوده و سرود آبی و سفید (به عبری: כחול ולבן (שיר)‎) آهنگ وطن‌پرستی است.